# Берн (аэропорт)
Региональный аэропорт Берн (нем. Regionalflugplatz Bern-Belp), (ИАТА: BRN, ИКАО: LSZB) — швейцарский региональный аэропорт, расположенный вблизи города Бельп. Известен под именем Bern Belp.